# Feldkirchen bei Graz
Feldkirchen bei Graz é um município da Áustria, situado no distrito de Graz-Umgebung, na estado da Estíria. Tem 11,58 km² de área e sua população em 2019 foi estimada em 6.508 habitantes.